# Ashikaga (Tochigi)
Ashikaga (足利市 Ashikaga-shi?) es una ciudad localizada a 80 km al norte de Tokio. Se encuentra al Sudoeste de la prefectura de Tochigi. Desde tiempos pasados Ashikaga es conocida como una ciudad de textil, En los últimos años, centralizadas en las industrias de aluminio y metal de la máquina, plástico etc., se ha convertido en una ciudad industrial y comercial. La población es de 150 785  habitantes, siendo la 3.ª ciudad, después de Utsunomiya y Oyama, con más habitantes dentro de la prefectura.

## Geografía
Al norte de la ciudad está la cordillera Ashio, al sur la llanura de Kanto, y por el centro corre el Río Watarase. La zona de la oficina municipal es de 34.54m.s.n.m.
Juntamente con las ciudades vecinas Sano (población: 127.000 hab.), Kiryu (población: 130.000 hab.), Ota (población: 218.000 hab.), Tatebayashi (población: 80.000 hab.)conforman el centro de la región Ryomo.

## Historia
En tiempos antiguos se desarrolló grandemente el feudo Ashikaganosho. Era conocido por Familiar del Linaje Ashikaga, y además también porque en esta ciudad se encuentra el famoso Escuela Ashikaga y el Templo Banna.
- 1 de enero de 1921: El municipio de Ashikaga (Ashikaga-cho) se convierte en ciudad de Ashikaga (Ashikaga-shi)
- 30 de marzo de 1951: Se incluye el municipio de Keno(毛野).
- 1 de abril de 1953: Se incluye el municipio de Yamabe(山辺).
- 1 de agosto de 1954: Se incluyen los municipios de Mie(三重) y Yamamae(山前).
- 1 de noviembre de 1954: Se incluyen los municipios de Kitago(北郷) y Nagusa(名草).
- 1 de abril de 1959: Se incluye al municipio de Tomita(富田).
- 1 de julio de 1960: Se incluye parte del municipio de Yabagawa(矢場川).
- 1 de octubre de 1962: Se incluyen a los municipios de Mikuriya(御厨) y Sakanishi(坂西).

## Transporte

### Ferrocarril
Ashikaga cuenta con nueve estaciones de trenes.
- Japan Railways(JR)

■  Línea Ryomo: Omata(小俣), Yamamae(山前), Ashikaga(足利), Tomita(富田)
- Líneas de la compañía privada Tobu Railway

■  Línea Isesaki: Agata(県), Fukui(福居), Tōbu-Izumi(東武和泉), Ashikaga-shi(足利市), Yashu-Yamabe(野州山辺)
La estación de Ashikaga(JR) está más cerca de la zona central, sin embargo, por la comodidad en la ruta hacia Tokio, hay mayor movimiento en la estación de Ashikaga-shi(Tōbu). Se tarda 60 minutos de Tokio.

### Autobús
- Autobuses interurbanos

Salen de estación Ashikaga-shi de Tobu (Entrada Sur)
Aeropuerto Internacional de Narita, Aeropuerto de Haneda, Nagoya, Kioto, Osaka, Nara, Kanazawa, Toyama, Sendai
Salen de estación Ashikaga de JR (Entrada Norte)
Estación de Tokio (Entrada Yaesu)
- Autobuses urbanos

En tiempos pasados corrían autobús de la línea Tobu y Kanto-jidousha, tanto dentro de la ciudad como salidas y llegadas de las ciudades de Ota, Kiryu, Tatebayashi, Kumagaya, Honnakano, y demás ciudades que se encuentran alrededor de la ciudad. Sin embargo, con la difusión de las movilidades personales todas las líneas terminaron sus servicios. Actualmente los autobús están siendo administrados por las ciudades de Ashikaga y Sano.

## Turismo

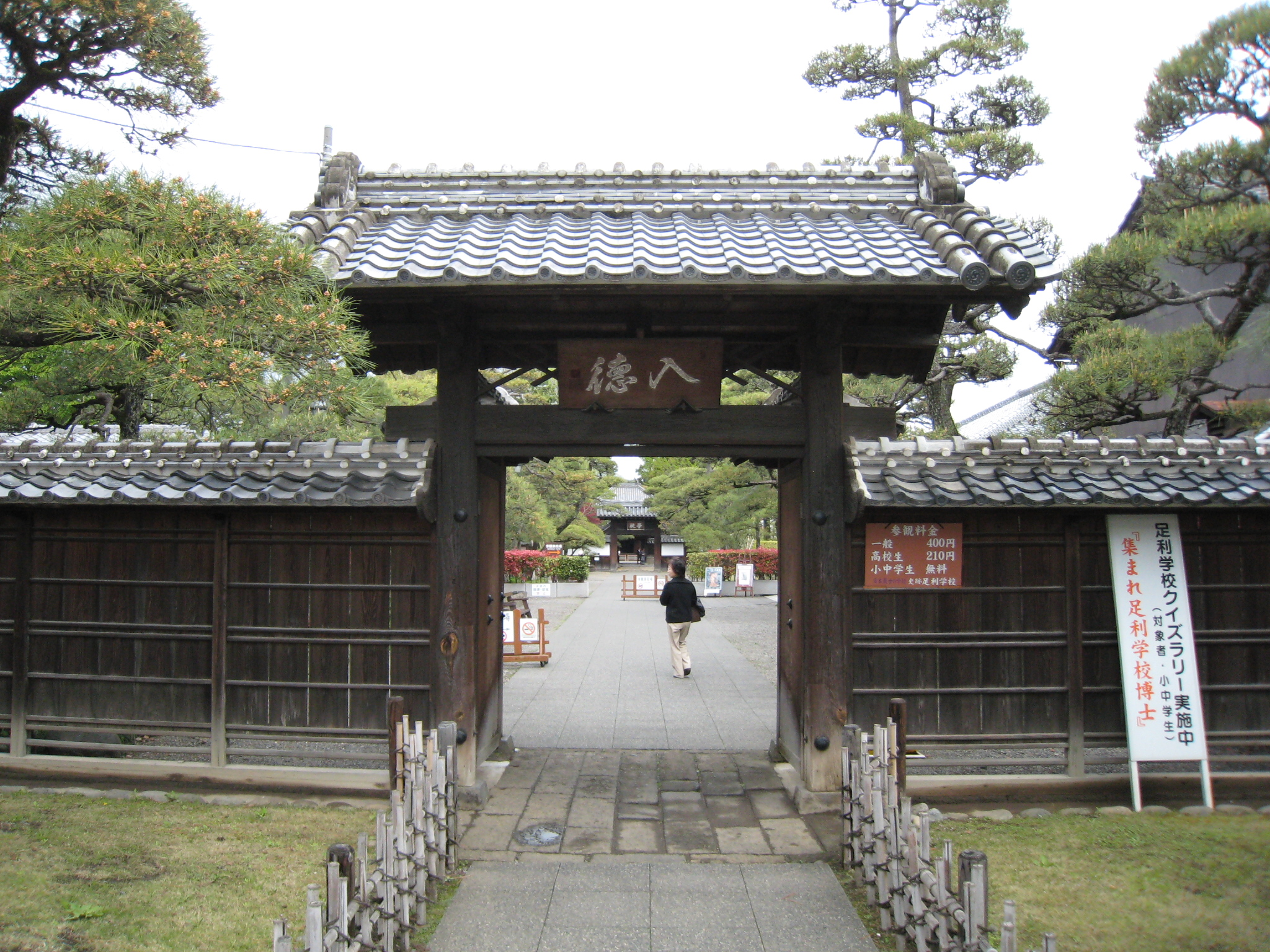
Escuela Ashikaga.

- Escuela Ashikaga (足利学校 Ashikaga-gakko), es considerada la Universidad más antigua del Japón.
- Templo Banna (鑁阿寺 Banna-ji), es el Templo Familiar del Linaje Ashikaga y como tal tiene enorme importancia histórica.
- Parque de Flores Ashikaga (あしかがフラワーパーク Ashikaga flower park), es un parque de 94.000 metros cuadrados, destacado por sus glicinias.[3]
- Templo Orihime sintoísta (織姫神社 Orihime-jinja), Orihime es la diosa del tejido, protectora de Ashikaga, ciudad textil.
- Puente Watarase (渡良瀬橋 Watarase-bashi), el puente que sale a una canción famosa.
- Museo de Bellas Artes Kurita (栗田美術館 Kurita-bijyutukan), este Museo preserva la mayor colección mundial de cerámicas y porcelanas Imari y Nabeshima.
- Museo de Bellas Artes Ashikaga (足利市美術館 ashikagashi-bijyutukan) Exhibo los trabajos de artistas locales.
- Museo de Bellas Artes Sōun (草雲美術館 Sōun-bijyutukan) Exhibo los trabajos póstumos y mementos de  Tazaki Sōun(田崎早雲).

## Ciudades hermanadas
- Kamakura鎌倉, Japón
- Jining済寧, China
- Springfield (Illinois), Estados Unidos